# Pinnotheres novaezelandiae
Pinnotheres novaezelandiae is een krabbensoort uit de familie van de Pinnotheridae. De wetenschappelijke naam van de soort is voor het eerst geldig gepubliceerd in 1885 door Filhol.